# 民部省 (明治時代)
民部省（みんぶしょう）とは、明治2年7月8日（1869年8月15日）の職員令の公布により、民部官が改組される形で太政官に設置された省庁の一つで、国内行政を管轄した。翌月の8月11日（1869年9月16日）に大蔵省と合併し、役職・庁舎が合同となる（民部・大蔵省）。明治2年11月18日（1869年12月20日）に民部省に改正掛（かいせいがかり）が設置される。
明治3年7月10日（1870年8月6日）に民部省として大蔵省から再度分離したが、明治4年7月27日（1871年9月11日）に大蔵省に再度統合されて廃止となった。

## 所管業務
発足当初の民部省の所管業務は以下であった。

官制改定職員令ヲ頒ツ

　民部省

　　　掌総判　戸籍・租税・駅逓・鉱山・済貧養老等事

　大蔵省

　　　掌総判　金穀出納・秩禄・造幣・営繕・用度事
—職員令（明治2年）
1870年7月に大蔵省と分離するにあたっては、民部省には以下の諸司が設けられた。
- 地理司・土木司・駅逓司・鉱山司・庶務司[4]
- 聴訟掛・社寺掛・鉄道掛・電信機掛・燈明台掛・横須賀製鉄所掛[4]

## 沿革
漸進論的改革を唱える岩倉具視、大久保利通一派（薩摩藩）と急進論的改革を唱える三条実美、木戸孝允一派（長州藩）の対立が主な原因であり、徴税（民部省）と財政（大蔵省）機構の一体化による中央集権体制の確立を主張する木戸孝允一派の官吏が強く推進した結果である。地租改正の方針について、民部省は地方民の窮状に接して、その減税要求をいれようという立場に立ったのに対し、大蔵省は財政支出の増加に対処して収入の確保を必要と考えていたからである 。ただし、形式上は両省とも存続され、卿以下少丞以上の幹部が両省の役職を兼ねる（例えば、民部卿兼大蔵卿・松平慶永、民部卿兼大蔵卿・伊達宗城、民部兼大蔵大輔・大隈重信、民部兼大蔵少輔・伊藤博文、民部大丞兼大蔵大丞・井上馨など）ことで統一されたため、「民部大蔵省」とも称された。
一方、大久保利通・広沢真臣・副島種臣・佐々木高行の4参議が地方官の支持を受けて 再分離を求めた。その結果、明治3年7月10日（1870年8月6日）に大久保が主導して両省の再分離が決定された。だが、大久保の主張した旧幕臣官吏の追放 が認められず、租税については一括して大蔵省が担当することになったために両者の対立が続いた。
明治3年8月9日（1870年9月4日）に社寺掛を設け、明治3年閏10月20日（1870年12月12日）に寺院寮と改める。
その後、明治3年閏10月20日（1870年12月12日）に殖産興業を推進する工部省が民部省から分離され、明治4年7月27日（1871年9月11日）に改めて、民部省は大蔵省に合併されて廃止された。

### 補注
1. ↑  江戸時代以前において、地方行政の中核は徴税と裁判にあると考えられていた。明治になって、大蔵省が徴税権を、司法省が裁判権を獲得したことによって、地方官達に自分達の職務を奪われるのではという不安感を高めていた。また、中央集権化の実現を急ぐ民部大蔵省と急激な改革による地方の混乱を恐れる地方官との間の意識格差もあった。
2. ↑  大久保ら分離派は倒幕に貢献した諸藩の人物が新政府に登用されず、敵であった旧幕臣（渋沢栄一・前島密ら）が登用されることに不満を抱いていた。また、当時、発生していた政府内の汚職事件の背景を「旧幕府の悪弊」に求める意見が政府内にあった。これに対して木戸や大隈は汚職は起こした個人の資質の問題であり、有能な人材を出自を理由として政府から遠ざけるべきではないと考えていた。これは明治維新において刷新すべき優先課題を「人材」と見るか「組織」と見るかの対立でもあった。